# 小偷猫
《小偷猫》是墨西哥工作室HyperBeard開發的手機遊戲，於2016年3月17日登陸手機平台。

## 玩法
《小偷猫》採用放置遊戲的玩法，玩家負責安排貓咪外出收集物品，收集物品會在玩家所在房間展示，重複物品會轉換成金幣，金幣可以用於兌換貓咪的飾物。房間的物品放滿會開啟不同主題的新房間。玩家可以與貓咪互動，如餵食和撫摸，藉此提高貓咪的心情，貓咪心情越好，收集到高品質物品的概率也相應提高。其他類型的貓咪通過「糖果」解鎖，遊戲後期貓咪的外出時間會不斷變長，等待期間會有小遊戲遊玩，完成能獲得一定金幣，玩家也可以通過觀看廣告縮減等待時間。聯動版本《小偷猫 卡通天地》與《小偷猫》玩法一樣，玩家可以穿梭於不同世界，在不同的世界收集物品，期間邂逅卡通頻道旗下作品的角色。

## 開發及發行
《小偷猫》由墨西哥的一家獨立遊戲工作室HyperBeard開發，工作室前身是安東尼奧·烏里貝和JP兩人在2014年Global Game Jam活動中組成的小隊。兩人之後都有各自的工作，但是業餘時間仍然一起開發遊戲，並為他們的工作室取名HyperBeard。2015年兩人和馬里奧在一家美國公司的墨西哥分部工作，並向公司自薦其開發能力，三人得以擴大團隊，獨立負責專案，還獲得發行商和公司投資。《小偷猫》最初是工作室在2015年構思專案時的一個想法，工作室當時主力開發《The Balloons》，所以這個想法並沒有獲得上級的同意立案。2016年1月由於《The Balloons》的商業成績不理想，墨西哥分部即將關閉，工作室僅剩安東尼奧、JP和約瑟三人。三人利用最後兩個月時間，嘗試完成之前《小偷猫》的想法。
專案在發佈前用了一個半月完成開發，JP負責美術，約瑟負責程序，一開始遊戲開發方向並不明確，原型只有一隻貓、幾個物件和等待機制。後續用了3到4週時間，工作室設計了100隻貓、上百個物件和第一個場景，還有增加餵食和撫摸貓咪的互動玩法、遊戲音效和小遊戲。然後工作室在加拿大和墨西哥展開封閉測試，並根據測試員反饋的意見用兩週時間優化內容，如增加音樂、物件文檔、貓咪可改名等內容。2016年3月17日，遊戲在App Store和Google Play發售。遊戲發售後的早期版本，無法在配置一般的Android手機運作，在後續優化才解決這個問題。遊戲開發到第三個場景，工作室開始增聘人手，第七場景開始與其他公司合作開發。
2017年工作室與瓜達拉哈拉Platypus動畫工作室合作，將遊戲改編成動畫。動畫共6集，在HyperBeard的YouTube頻道分批發佈，最後一集在2018年墨西哥動畫節Pixelatl上首播。2019年初，HyperBeard和卡通頻道達成合作，獲得卡通頻道旗下角色的授權，開發聯動遊戲《小偷猫 卡通天地》，該版本在同年10月3日發售。

## 評價
遊戲發售一年，下載量超過600萬，營收超過80萬美元，53%來自內購，其餘來自內置廣告。NewsWatchTV稱讚該作簡單有趣，是合適休閒玩家遊玩的作品。觸樂評論員杨婧認為遊戲中的貓咪很可愛，遊戲合適愛貓人士遊玩。
玩法方面，4Gamer.net評論員H.H表示貓咪收集物品隨機性高，完成物品收集很看運氣，玩家需要很有耐心。杨婧也提到遊戲最初的體驗很好，但是後期「或许会因为其繁琐的重复操作而觉得索然无味」。